# Xylopia bocatorena
Xylopia bocatorena là loài thực vật có hoa thuộc họ Na. Loài này được Schery miêu tả khoa học đầu tiên năm 1943.